# Duc Xian de Qin
Xian de Qin (chinois simplifié : 秦献公 ; chinois traditionnel : 秦獻公) (né en 424 av. J.-C. et mort en 362 av. J.-C.) était un duc de Qin durant la Période des Royaumes combattants. Il régna de 384 av. J.-C. à 362 av. J.-C..

## Accession au trône
Le prince Ying Lian était l'héritier du duc Ling de Qin. Cependant, quand son père meurt en 415 av. J.-C., le trône a été pris par son oncle le duc Jian de Qin. Le prince fut contraint de s’exiler dans le royaume voisin de l'État de Wei. Après les règnes successifs du duc Jian et de son fils le duc Hui de Qin, l’accession au trône du duc Chu de Qin, âgé de seulement deux ans créa beaucoup d'instabilité au sommet de l’État. Le prince exilé vit là une belle occasion pour revenir, en 385 av. J.-C., le ministre Jun Gai (菌改) se rebella contre le duc Chu et réclama le retour du prince dans la capitale ; de retour dans son royaume, escorté par les forces rebelles, le prince tua le duc Chu et sa mère, et s'installa sur le trône.